# 서울 이랜드 FC 2016 시즌
서울 이랜드 FC의 2016 시즌은 창단 후 2번째 시즌이다. 6월 15일 마틴 레니 감독이 사임하고, 인창수 수석코치가 감독대행을 맡았다. 6월 24일 박건하 감독이  정식 감독으로 취임하였다.

## 겨울 이적시장
첫번째 시즌에서 승격에 실패한 서울 이랜드 FC는 1월 초 전남 드래곤즈 센터백 김동철과 고양 자이크로 미드필더 김준태 (축구 선수)를 영입하며 보강을 시작했다.
강원에서 좋은 활약을 펼친 조나타스 벨루수를 영입하여 공격진 보강을 꾀하기도 했다.
국가대표 출신 수비수 김동진을 영입하며 팬들의 기대감을 높였다.
또한 몰타리그의 하이버니언스로부터 타라바이를 재임대 영입하며, 주민규의 이니셜 'M', 타라바이의 이니셜 'T', 조나타스 벨루수의 이니셜 'B'를 연결지어 이른바 'MTB 라인'이라는 공격진을 구성하여 새 시즌에 대한 자신감을 나타냈다.

## 프리시즌
서울 이랜드 FC는 '팬 프렌들리'를 표방하는 구단답게, 프리시즌을 특별하게 시작했다. 선수단이 훈련장에만 모이는 것이 아니라, 팬들을 직접 찾아가는 이벤트를 열었다. 모기업 이랜드 산하 백화점 NC 백화점 송파점에서 서울 이랜드 FC 선수들이 곳곳에 자리잡아 일일 아르바이트생으로 활약하며 팬들과 소통했다.
2016년 프리시즌 동계훈련은 미국으로 떠났던 전 시즌과 달리, 국내 경상남도 남해군에서 1월 26일부터 2월 17일까지 치러졌다.
시즌 개막 직전, 새로 영입된 수비수 김동철이 팀의 새로운 주장으로 선임되었다.

## 정규시즌

### 전반기
3월 27일 일요일 오후 2시 잠실종합운동장에서 충주 험멜과의 경기가 개막적으로 잡혔다. 2,467명의 관중이 집결했으나 경기결과는 0:0 무승부에 그쳤다. 그러나 2 라운드 대전 시티즌과의 홈경기에서 타라바이가 두 골을 기록하여 2:0 승리를 건지며, 시즌 첫 승을 신고했다. 뒤이어 3 라운드와 4 라운드 어웨이 경기에서 부천 FC 1995와 부산 아이파크를 차례로 격파하며, 4 라운드 때 구단 창단 이후 첫 K리그 챌린지 1위를 기록했다. 그러나 6 라운드 고양 자이크로와의 경기에서 팀의 간판 스트라이커 주민규가 전반 초반에 득점을 했음에도 부상으로 시즌 레이스를 잠시 멈춰야만 했다. 6월 19일 주민규가 복귀하기 전까지 2승 2무 6패를 기록하며 침체에 빠지고 말았다. 특히나 6월 8일 충주에서 열린 충주 험멜과의 경기에서 3:1로 패배한 것은 큰 타격이었다. 결국 6월 11일 대구 FC와의 어웨이 경기를 무승부로 마치고 난 후, 6월 15일 서울 이랜드 FC의 사령탑 마틴 레니가 책임을 지고 경질되었다.
이후 서울 이랜드 FC는 새로운 사령탑을 물색하는 한편, 팀의 감독직을 수석코치인 인창수에게 대행을 맡겼다. 인창수 감독대행은 그의 부임 기간 동안 FC 안양과의 홈경기를 한차례 치렀고, 0:0 무승부를 거뒀다. 6월 24일 서울 이랜드 FC의 새로운 사령탑으로 박건하가 선임되었다. 이후 부산 아이파크와 강원 FC와의 경기에서 각각 승리와 무승부를 거뒀다.

## 여름 이적시장
박건하 감독체제 아래 시작은 산뜻했으나, 새로운 사령탑에 맞는 팀을 꾸리기 위해 서울 이랜드 FC는 바쁜 여름 이적시장을 보낼 수 밖에 없었다.
가장 먼저 서울 이랜드 FC의 왼쪽 풀백 김민제가 K리그 클래식의 수원 FC로 이적하였다.
여름 이적시장의 첫번째 영입 신호탄으로 일본 J2리그 도쿄 베르디의 수비수 고경준이 결정되었다.
성남 FC로부터 공격수 유창현을 완전영입했다.
수비수 양기훈은 울산 현대미포조선 돌고래에 임대로 6개월간 팀을 떠나게 되었다.
울산 현대로부터 공격수 서정진을 임대영입하였다.
포항 스틸러스로부터 공격수 유제호를 완전영입하였다.
왼쪽 풀백과 수비형 미드필더를 겸하던 멀티 플레이어 윤성열이 공익근무를 위해 팀에서 떠나면서 수비진 재정비는 불가피해졌다.
이에 왼쪽 풀백이 급해진 서울 이랜드 FC는 고요한의 부상으로 오른쪽 풀백이 필요했던 FC 서울과 협상을 하게 된다. 그 결과 오른쪽 풀백 이규로를 FC 서울로 떠나보내고, 왼쪽 풀백 심상민을 임대해 받아오는 선택을 하였다.
독특한 이력의 선수도 영입되었다. 브라질에서 태어나 파라과이에서 축구를 시작한 교포출신 미드필더 김현솔이 영입되었다. 'Chico'(시코)라는 이름으로 활동했으며, 브라질 전국 2부리그인 브라질 세리이 B의 CA 브라간치누에서 10번을 달고 활약한 이력을 가지고도 있다. 대한민국에서 활동하기 위해 계약과정에서 걸림돌이 되던 브라질 국적을 포기하고 서울 이랜드 FC에 입단하였다.
시즌 초반 강원 FC에서 영입되어 좋은 활약을 펼쳤으나, 새로운 사령탑의 선택을 받지 못한 벨루소가 팀을 떠났다.
이적시장 막바지에 풀백자원이 여전히 부족했던 서울 이랜드 FC는 미드필더 김재성 (축구 선수)를 제주 유나이티드의 김봉래와 맞임대 트레이드를 하기로 결정했다.

### 후반기
박건하체제의 서울 이랜드 FC는 7월 3일 K리그 챌린지 21 라운드 부천 FC 1995와의 경기에서 승리하며, 24 라운드 대전 시티즌과의 경기에서 무승부를 거두기까지 좋은 페이스를 이어나갔다. 그러나 25 라운드 대구 FC와의 경기에서 패배 한 후, 26 라운드 강원 FC전 패배, 28 라운드 FC 안양전 패배를 하고, 이후 3연속 무승부를 거두어 다시 침체기에 빠졌다. 그러나 9월 7일 33 라운드 충주 험멜과의 경기에서 승리를 거두고, 팀은 다시 상승세를 타기 시작했다. 38 라운드 강원 FC와의 대결에서 패배를 했으나, 이후 39 라운드 대전 시티즌과의 경기에서 2:3 어려운 승리를 거두고 난 후 연승 가도를 달리기 시작했다. 서울 이랜드 FC의 연승 질주는 시즌 마지막 라운드까지 이어졌으나, K리그 챌린지 승격 플레이오프 티켓을 다툴 부산 아이파크마저 무패를 기록하는 중이었다. 또한 서울 이랜드 FC가 이 경기를 승리하더라도, 고양 자이크로가 부천 FC 1995를 상대로 3점차 이상의 승리를 거두어야만 승격 플레이오프 티켓을 거머쥘 수 있는 어려운 상황이었다. 결국 시즌 마지막 라운드 부산 아이파크와의 홈경기에서 2:0 승리를 거두었음에도 불구하고, 부산 아이파크와 승점 동률이었으나 득실차에서 밀려 6위를 기록해 승격 플레이오프 티켓을 놓치고 말았다.

## 경기 결과

### K리그 챌린지
| 1 2016년 3월 27일 | 서울 이랜드 | 0 : 0  | 충주 험멜 | 잠실종합운동장              |  |  |
| 14:00             |             | 리포트 |           | 관중 수: 2,467 심판: 박필준 |  |  |
|                   |             |        |           |                             |  |  |

| 2 2016년 4월 2일 | 서울 이랜드                 | 2 : 0  | 대전 시티즌 | 잠실종합운동장              |  |  |
| 14:00            | 타라바이 26′ · 타라바이 89′ | 리포트 |             | 관중 수: 1,283 심판: 김대용 |  |  |
|                  |                             |        |             |                             |  |  |

| 3 2016년 4월 9일 | 부천 FC 1995 | 0 : 1  | 서울 이랜드      | 부천종합운동장              |  |  |
| 14:00            |              | 리포트 | 김영남 37′ (o.g) | 관중 수: 1,283 심판: 김대용 |  |  |
|                  |              |        |                  |                             |  |  |

| 4 2016년 4월 13일 | 부산 아이파크 | 1 : 2  | 서울 이랜드             | 부산아시아드주경기장        |  |  |
| 16:00             | 고경민 81′    | 리포트 | 벨루소 48′ · 벨루소 57′ | 관중 수: 1,632 심판: 성덕효 |  |  |
|                   |               |        |                         |                             |  |  |

| 6 2016년 4월 23일 | 서울 이랜드 | 1 : 1  | 고양 자이크로         | 잠실종합운동장              |  |  |
| 16:00             | 주민규 5′   | 리포트 | 김상준 (축구 선수) 5′ | 관중 수: 1,452 심판: 김대용 |  |  |
|                   |             |        |                       |                             |  |  |

| 7 2016년 4월 30일 | 안산 무궁화 | 1 : 0  | 서울 이랜드 | 안산 와~스타디움          |  |  |
| 15:00             | 정다훤 51′  | 리포트 |             | 관중 수: 644 심판: 매호영 |  |  |
|                   |             |        |             |                           |  |  |

| 8 2016년 5월 5일 | 강원 FC                 | 2 : 1  | 서울 이랜드  | 원주종합운동장            |  |  |
| 14:00            | 방찬준 74′ · 최진호 80′ | 리포트 | 타라바이 21′ | 관중 수: 741 심판: 김영수 |  |  |
|                  |                         |        |              |                           |  |  |

| 9 2016년 5월 8일 | 경남 FC | 0 : 1  | 서울 이랜드 | 거제공설운동장              |  |  |
| 14:00            |         | 리포트 | 안태현 93′  | 관중 수: 1,799 심판: 최대우 |  |  |
|                  |         |        |             |                             |  |  |

| 10 2016년 5월 16일 | 서울 이랜드  | 1 : 1  | 대구 FC    | 잠실종합운동장              |  |  |
| 20:00              | 타라바이 48′ | 리포트 | 파울로 65′ | 관중 수: 1,482 심판: 김대용 |  |  |
|                    |              |        |            |                             |  |  |

| 11 2016년 5월 21일 | FC 안양                             | 2 : 1  | 서울 이랜드 | 안양종합운동장              |  |  |
| 19:00              | 정재용 (축구 선수) 30′ · 김민균 54′ | 리포트 | 벨루소 65′  | 관중 수: 1,275 심판: 서동진 |  |  |
|                    |                                     |        |             |                             |  |  |

| 12 2016년 5월 25일 | 대전 시티즌            | 2 : 1  | 서울 이랜드     | 대전월드컵경기장            |  |  |
| 19:30              | 박대훈 2′ · 김동찬 77′ | 리포트 | 칼라일 미첼 94′ | 관중 수: 1,303 심판: 임정수 |  |  |
|                    |                        |        |                 |                             |  |  |

| 14 2016년 6월 1일 | 서울 이랜드               | 2 : 1  | 경남 FC                | 잠실종합운동장              |  |  |
| 20:00             | 타라바이 56′ · 벨루소 92′ | 리포트 | 이호석 (축구 선수) 22′ | 관중 수: 1,047 심판: 김동인 |  |  |
|                   |                           |        |                        |                             |  |  |

| 15 2016년 6월 5일 | 안산 무궁화             | 2 : 0  | 서울 이랜드 | 안산 와~스타디움          |  |  |
| 19:00             | 공민현 28′ · 황지웅 95′ | 리포트 |             | 관중 수: 769 심판: 김희곤 |  |  |
|                   |                         |        |             |                           |  |  |

| 16 2016년 6월 8일 | 충주 험멜                                              | 3 : 1  | 서울 이랜드 | 충주공설운동장            |  |  |
| 19:00             | 김신 (축구 선수) 8′ · 윤성열 18′ (자책골) · 장백규 40′ | 리포트 | 윤성열 1′   | 관중 수: 897 심판: 김대용 |  |  |
|                   |                                                        |        |             |                           |  |  |

| 17 2016년 6월 11일 | 대구 FC | 0 : 0  | 서울 이랜드 | 대구스타디움              |  |  |
| 16:00              |         | 리포트 |             | 관중 수: 683 심판: 김동인 |  |  |
|                    |         |        |             |                           |  |  |

| 18 2016년 6월 19일 | 서울 이랜드 | 0 : 0  | FC 안양 | 잠실종합운동장              |  |  |
| 18:00              |             | 리포트 |         | 관중 수: 1,138 심판: 최대우 |  |  |
|                    |             |        |         |                             |  |  |

| 19 2016년 6월 25일 | 서울 이랜드 | 1 : 0  | 부산 아이파크 | 잠실종합운동장              |  |  |
| 18:00              | 이규로 88′  | 리포트 |               | 관중 수: 1,154 심판: 성덕효 |  |  |
|                    |             |        |               |                             |  |  |

| 20 2016년 6월 29일 | 서울 이랜드 | 1 : 1  | 강원 FC    | 잠실종합운동장            |  |  |
| 20:00              | 이규로 45′  | 리포트 | 이한샘 71′ | 관중 수: 949 심판: 박진호 |  |  |
|                    |             |        |            |                           |  |  |

| 21 2016년 7월 3일 | 서울 이랜드               | 2 : 1  | 부천 FC 1995 | 잠실종합운동장              |  |  |
| 19:00             | 타라바이 27′ · 안태현 44′ | 리포트 | 지병주 68′   | 관중 수: 1,348 심판: 매호영 |  |  |
|                   |                           |        |              |                             |  |  |

| 22 2016년 7월 9일 | 고양 자이크로 | 0 : 3  | 서울 이랜드                                        | 고양종합운동장            |  |  |
| 19:00             |               | 리포트 | 주민규 42′ · 김재성 (축구 선수) 50′ · 타라바이 82′ | 관중 수: 632 심판: 김영수 |  |  |
|                   |               |        |                                                    |                           |  |  |

| 23 2016년 7월 18일 | 서울 이랜드 | 0 : 0  | 안산 무궁화 | 잠실종합운동장              |  |  |
| 20:00              |             | 리포트 |             | 관중 수: 2,504 심판: 박영록 |  |  |
|                    |             |        |             |                             |  |  |

| 24 2016년 7월 23일 | 서울 이랜드     | 1 : 1  | 대전 시티즌 | 잠실종합운동장              |  |  |
| 19:00              | 칼라일 미첼 46′ | 리포트 | 황인범 24′  | 관중 수: 1,059 심판: 박병진 |  |  |
|                    |                 |        |             |                             |  |  |

| 25 2016년 7월 27일 | 서울 이랜드 | 0 : 2  | 대구 FC                 | 잠실종합운동장            |  |  |
| 20:00              |             | 리포트 | 파울로 40′ · 파울로 48′ | 관중 수: 901 심판: 김희곤 |  |  |
|                    |             |        |                         |                           |  |  |

| 26 2016년 7월 30일 | 강원 FC    | 1 : 0  | 서울 이랜드 | 강릉종합운동장              |  |  |
| 19:00              | 허범산 46′ | 리포트 |             | 관중 수: 1,172 심판: 서동진 |  |  |
|                    |            |        |             |                             |  |  |

| 27 2016년 8월 10일 | 부천 FC 1995 | 0 : 2  | 서울 이랜드             | 부천종합운동장            |  |  |
| 19:30              |              | 리포트 | 주민규 49′ · 주민규 74′ | 관중 수: 713 심판: 최대우 |  |  |
|                    |              |        |                         |                           |  |  |

| 28 2016년 8월 14일 | FC 안양                              | 3 : 1  | 서울 이랜드 | 안양종합운동장              |  |  |
| 19:30              | 서용덕 22′ · 정재희 57′ · 김민균 62′ | 리포트 | 주민규 49′  | 관중 수: 1,444 심판: 김동인 |  |  |
|                    |                                      |        |             |                             |  |  |

| 30 2016년 8월 22일 | 경남 FC    | 1 : 1  | 서울 이랜드 | 창원축구센터              |  |  |
| 19:00              | 이관표 30′ | 리포트 | 주민규 41′  | 관중 수: 674 심판: 임정수 |  |  |
|                    |            |        |             |                           |  |  |

| 31 2016년 8월 22일 | 서울 이랜드 | 1 : 1  | 고양 자이크로 | 잠실종합운동장              |  |  |
| 19:00              | 최오백 29′  | 리포트 | 김유성 20′    | 관중 수: 1,517 심판: 서동진 |  |  |
|                    |             |        |               |                             |  |  |

| 32 2016년 9월 4일 | 부산 아이파크       | 1 : 1  | 서울 이랜드 | 부산아시아드주경기장      |  |  |
| 19:00             | 장현수 (1993년) 57′ | 리포트 | 최오백 88′  | 관중 수: 751 심판: 김동인 |  |  |
|                   |                     |        |             |                           |  |  |

| 33 2016년 9월 7일 | 서울 이랜드             | 2 : 0  | 서울 이랜드 | 잠실종합운동장            |  |  |
| 20:00             | 주민규 56′ · 안태현 84′ | 리포트 |             | 관중 수: 508 심판: 박병진 |  |  |
|                   |                         |        |             |                           |  |  |

| 34 2016년 9월 11일 | 서울 이랜드                      | 2 : 2  | FC 안양                            | 잠실종합운동장            |  |  |
| 19:00              | 김동진 (1982년) 69′ · 주민규 91′ | 리포트 | 김대한 (축구 선수) 0′ · 김민균 33′ | 관중 수: 863 심판: 서동진 |  |  |
|                    |                                  |        |                                    |                           |  |  |

| 35 2016년 9월 17일 | 서울 이랜드             | 2 : 0  | 안산 무궁화 | 잠실종합운동장            |  |  |
| 19:00              | 주민규 41′ · 심상민 93′ | 리포트 |             | 관중 수: 841 심판: 우상일 |  |  |
|                    |                         |        |             |                           |  |  |

| 37 2016년 9월 28일 | 서울 이랜드 | 1 : 1  | 부천 FC 1995 | 잠실종합운동장              |  |  |
| 20:00              | 주민규 80′  | 리포트 | 바그닝요 44′ | 관중 수: 1,001 심판: 김종혁 |  |  |
|                    |             |        |              |                             |  |  |

| 38 2016년 10월 2일 | 서울 이랜드  | 1 : 2  | 강원 FC                               | 잠실종합운동장            |  |  |
| 16:00              | 타라바이 39′ | 리포트 | 마테우스 56′ · 서보민 (축구 선수) 75′ | 관중 수: 536 심판: 서동진 |  |  |
|                    |              |        |                                       |                           |  |  |

| 39 2016년 10월 5일 | 대전 시티즌                      | 2 : 3  | 서울 이랜드                                            | 대전월드컵경기장            |  |  |
| 19:30              | 진대성 46′ · 장클로드 보즈가 65′ | 리포트 | 칼라일 미첼 9′ · 타라바이 22′ · 김준태 (축구 선수) 55′ | 관중 수: 1,590 심판: 박병진 |  |  |
|                    |                                  |        |                                                        |                             |  |  |

| 40 2016년 10월 8일 | 서울 이랜드             | 2 : 0  | 경남 FC | 잠실종합운동장              |  |  |
| 16:00              | 주민규 21′ · 주민규 70′ | 리포트 |         | 관중 수: 1,108 심판: 고형진 |  |  |
|                    |                         |        |         |                             |  |  |

| 41 2016년 10월 15일 | 대구 FC | 0 : 1  | 서울 이랜드 | 대구스타디움                |  |  |
| 14:00               |         | 리포트 | 주민규 90′  | 관중 수: 1,146 심판: 김대용 |  |  |
|                     |         |        |             |                             |  |  |

| 42 2016년 10월 15일 | 충주 험멜 | 0 : 1  | 서울 이랜드  | 충주공설운동장            |  |  |
| 19:00               |           | 리포트 | 타라바이 26′ | 관중 수: 798 심판: 김희곤 |  |  |
|                     |           |        |              |                           |  |  |

| 43 2016년 10월 22일 | 고양 자이크로 | 0 : 2  | 서울 이랜드                           | 고양종합운동장            |  |  |
| 14:00               |               | 리포트 | 타라바이 33′ · 김동철 (축구 선수) 75′ | 관중 수: 343 심판: 김종혁 |  |  |
|                     |               |        |                                       |                           |  |  |

| 44 2016년 10월 30일 | 서울 이랜드               | 2 : 0  | 부산 아이파크 | 잠실종합운동장              |  |  |
| 14:00               | 타라바이 53′ · 주민규 76′ | 리포트 |               | 관중 수: 3,060 심판: 김대용 |  |  |
|                     |                           |        |               |                             |  |  |

#### K리그 라운드별 결과
| 경기장 | H  | H  | A  | A  |   | H  | A  | A  | A  | H  | A  | A  |   | H  | A  | A  | A  | H  | H  | A  | H  | A  | H  | H  | H  | A  | A  | A  |   | A  | H  | A  | H  | H  | H  |   | H  | H  | A  | H  | A  | A  | A  | H  |
| 결과   | 무 | 승 | 승 | 승 |   | 무 | 패 | 패 | 승 | 무 | 패 | 패 |   | 승 | 패 | 패 | 무 | 무 | 승 | 무 | 승 | 승 | 무 | 무 | 패 | 패 | 승 | 패 |   | 무 | 무 | 무 | 승 | 무 | 승 |   | 승 | 패 | 승 | 승 | 승 | 승 | 승 | 승 |
| 순위   | 6  | 2  | 2  | 1  | 2 | 2  | 5  | 5  | 5  | 5  | 5  | 6  | 7 | 5  | 5  | 5  | 6  | 7  | 5  | 6  | 5  | 5  | 5  | 5  | 5  | 6  | 5  | 7  | 7 | 8  | 8  | 8  | 7  | 8  | 7  | 7 | 7  | 7  | 6  | 6  | 6  | 6  | 6  | 6  |

최종 업데이트: 2016년 11월 1일.
출처: K리그

홈/어웨이: A = 어웨이; H = 홈. 결과: 무 = 무승부; 패 = 패배; 승 = 승리; P = 연기됨.

#### K리그 구장별 결과
| 전체 | 전체 | 전체 | 전체 | 전체 | 전체 | 전체 | 전체 | 홈 | 홈 | 홈 | 홈 | 홈 | 홈  | 어웨이 | 어웨이 | 어웨이 | 어웨이 | 어웨이 | 어웨이 |
| 경기 | 승점 | 승   | 무   | 패   | 득   | 실   | 차   | 승 | 무 | 패 | 득 | 실 | 차  | 승     | 무     | 패     | 득     | 실     | 차     |
| ---- | ---- | ---- | ---- | ---- | ---- | ---- | ---- | -- | -- | -- | -- | -- | --- | ------ | ------ | ------ | ------ | ------ | ------ |
| 40   | 64   | 17   | 13   | 10   | 38   | 36   | +2   | 8  | 10 | 2  | 24 | 14 | +10 | 9      | 3      | 8      | 14     | 22     | -8     |

출처: K리그

## 선수단

### 현재 선수단
2016 시즌 선수 등록을 완료한 모든 서울 이랜드 FC 선수
참고: FIFA 자격 규정에 따라 소속된 국가대표팀 국기를 표시합니다. 선수는 복수의 FIFA 비회원국 국적을 가지고 있을 수 있습니다.
| 번호 | 포지션 | 국적              | 이름                             |
| ---- | ------ | ----------------- | -------------------------------- |
| 1    | GK     |                   | 김영광                           |
| 2    | DF     |                   | 심상민 (FC 서울에서 임대)        |
| 3    | DF     |                   | 이재훈                           |
| 4    | MF     |                   | 김준태                           |
| 5    | DF     | 트리니다드 토바고 | 칼라일 미첼                      |
| 6    | DF     |                   | 김동철                           |
| 9    | MF     |                   | 서정진 (수원 삼성에서 임대)      |
| 10   | FW     |                   | 유창현                           |
| 11   | FW     |                   | 타라바이 (하이버니언스에서 임대) |
| 14   | FW     |                   | 조우진                           |
| 15   | DF     |                   | 김태은                           |
| 16   | MF     |                   | 신일수                           |
| 17   | FW     |                   | 안태현                           |
| 18   | FW     |                   | 주민규                           |

| 번호 | 포지션 | 국적 | 이름                   |
| ---- | ------ | ---- | ---------------------- |
| 19   | FW     |      | 조향기                 |
| 21   | GK     |      | 이상기                 |
| 22   | FW     |      | 전민광                 |
| 23   | MF     |      | 최오백                 |
| 24   | FW     |      | 김현규                 |
| 26   | MF     |      | 김창욱                 |
| 27   | FW     |      | 김봉래 (제주에서 임대) |
| 30   | DF     |      | 구대엽                 |
| 31   | GK     |      | 김현성                 |
| 36   | DF     |      | 김지훈                 |
| 47   | MF     |      | 김재연                 |
| 55   | DF     |      | 고경준                 |
| 63   | DF     |      | 김동진                 |
| 66   | MF     |      | 최치원 (전북에서 임대) |

### 임대 및 군 복무 중인 선수
참고: FIFA 자격 규정에 따라 소속된 국가대표팀 국기를 표시합니다. 선수는 복수의 FIFA 비회원국 국적을 가지고 있을 수 있습니다.
| 번호 | 포지션 | 국적 | 이름                                |
| ---- | ------ | ---- | ----------------------------------- |
| —    | MF     |      | 전기성 (부천 FC 1995로 임대)        |
| —    | MF     |      | 김성주 (상주 상무에서 군 복무 중)   |
| —    | FW     |      | 최유상 (충주 험멜로 임대)           |
| —    | DF     |      | 양기훈 (울산 현대미포조선으로 임대) |
| —    | MF     |      | 윤성열 (청주CITY FC으로 임대)       |
| —    | MF     |      | 김재성 (제주 유나이티드으로 임대)   |

## 선수 통계
| 번호 | 포지션 | 이름        | 리그   | 리그 | FA컵 | FA컵 | 통합   | 통합 | 카드 | 카드 |
| 번호 | 포지션 | 이름        | 경기   | 득점 | 경기 | 득점 | 경기   | 득점 |      |      |
| ---- | ------ | ----------- | ------ | ---- | ---- | ---- | ------ | ---- | ---- | ---- |
| 1    | GK     | 김영광      | 39     | 0    | 2    | 0    | 41     | 0    | 3    | 0    |
| 2    | DF     | 김민제      | 4(6)   | 0    | 1    | 0    | 5(6)   | 0    | 0    | 0    |
| 2    | DF     | 심상민      | 13     | 1    | 0    | 0    | 13     | 1    | 0    | 0    |
| 3    | DF     | 이재훈      | 11     | 0    | 0    | 0    | 11     | 0    | 3    | 0    |
| 4    | MF     | 김준태      | 20(3)  | 1    | 0    | 0    | 20(3)  | 1    | 4    | 0    |
| 5    | DF     | 칼라일 미첼 | 25(3)  | 3    | 1    | 0    | 26(3)  | 3    | 11   | 4    |
| 6    | DF     | 김동철      | 32(1)  | 1    | 2    | 0    | 34(1)  | 1    | 7    | 0    |
| 7    | MF     | 김재성      | 16(1)  | 1    | 0(2) | 0    | 16(3)  | 1    | 4    | 0    |
| 8    | MF     | 윤성열      | 15     | 1    | 1    | 0    | 16     | 1    | 0    | 0    |
| 9    | FW     | 서정진      | 18     | 0    | 0    | 0    | 18     | 0    | 1    | 0    |
| 10   | FW     | 벨루소      | 11(7)  | 4    | 1(1) | 0    | 12(8)  | 4    | 4    | 0    |
| 10   | FW     | 유창현      | 3(5)   | 0    | 0    | 0    | 3(5)   | 0    | 1    | 0    |
| 11   | FW     | 타라바이    | 31(6)  | 12   | 0(2) | 3    | 31(8)  | 15   | 6    | 0    |
| 14   | FW     | 조우진      | 2(5)   | 0    | 2    | 0    | 4(5)   | 0    | 3    | 0    |
| 15   | DF     | 김태은      | 20(2)  | 0    | 2    | 0    | 22(2)  | 0    | 8    | 0    |
| 16   | MF     | 신일수      | 21(1)  | 0    | 0    | 0    | 21(1)  | 0    | 5    | 0    |
| 17   | MF     | 안태현      | 16(14) | 2    | 2    | 1    | 18(16) | 3    | 4    | 1    |
| 18   | FW     | 주민규      | 28(1)  | 14   | 0(1) | 0    | 28(2)  | 14   | 2    | 1    |
| 19   | FW     | 조향기      | 3(6)   | 0    | 0    | 0    | 3(6)   | 0    | 0    | 0    |
| 20   | DF     | 양기훈      | 1      | 0    | 2    | 0    | 3      | 0    | 0    | 0    |
| 21   | GK     | 이상기      | 1      | 0    | 0    | 0    | 1      | 0    | 0    | 0    |
| 22   | MF     | 전민광      | 20(6)  | 0    | 1(1) | 0    | 21(7)  | 0    | 1    | 0    |
| 23   | MF     | 최오백      | 13(3)  | 2    | 0    | 0    | 13(3)  | 2    | 3    | 0    |
| 24   | MF     | 김현규      | 6(2)   | 0    | 0    | 0    | 6(2)   | 0    | 0    | 0    |
| 25   | MF     | 김현솔      | 0(5)   | 0    | 0    | 0    | 0(5)   | 0    | 1    | 0    |
| 26   | MF     | 김창욱      | 9(2)   | 0    | 2    | 0    | 11(2)  | 0    | 0    | 0    |
| 27   | DF     | 김봉래      | 11(1)  | 0    | 0    | 0    | 11(1)  | 0    | 0    | 0    |
| 30   | DF     | 구대엽      | 1      | 0    | 2    | 0    | 3      | 0    | 0    | 0    |
| 31   | GK     | 김현성      | 0      | 0    | 0    | 0    | 0      | 0    | 0    | 0    |
| 36   | DF     | 김지훈      | 0      | 0    | 0    | 0    | 0      | 0    | 0    | 0    |
| 47   | MF     | 김재연      | 1(7)   | 0    | 1    | 0    | 2(7)   | 0    | 1    | 0    |
| 55   | DF     | 고경준      | 1      | 0    | 0    | 0    | 1      | 0    | 0    | 0    |
| 63   | DF     | 김동진      | 34     | 1    | 0    | 0    | 34     | 1    | 10   | 0    |
| 66   | MF     | 최치원      | 0      | 0    | 0    | 0    | 0      | 0    | 0    | 0    |
| 77   | MF     | 유제호      | 5(3)   | 0    | 0    | 0    | 5(3)   | 0    | 0    | 0    |
| 88   | DF     | 이규로      | 11     | 1    | 0    | 0    | 11     | 1    | 3    | 0    |
| —    | —      | 자책골      | –      | 1    | –    | 0    | –      | 1    | –    | –    |

## 이적시장

### IN
| #  | 이름            | 포지션 | 이전구단            | 이적유형 | 이적시기      | 계약기간 | 이적료 | 비고 |
| -- | --------------- | ------ | ------------------- | -------- | ------------- | -------- | ------ | ---- |
| 1  | 조우진          | FW     | 울산 현대미포조선   | 임대복귀 | 겨울 이적시장 |          |        |      |
| 2  | 전현재          | DF     | 경주 한국수력원자력 | 임대복귀 | 겨울 이적시장 |          |        |      |
| 3  | 오규빈          | MF     | 경주 한국수력원자력 | 임대복귀 | 겨울 이적시장 |          |        |      |
| 4  | 이정필          | DF     | 경주 한국수력원자력 | 임대복귀 | 겨울 이적시장 |          |        |      |
| 5  | 이상기          | GK     | 강원 FC             | 자유계약 | 겨울 이적시장 |          |        |      |
| 6  | 이재훈          | DF     | 강원 FC             | 자유계약 | 겨울 이적시장 |          |        |      |
| 7  | 김지훈          | DF     | 원주공업고등학교    | 자유계약 | 겨울 이적시장 |          |        |      |
| 8  | 김준태          | MF     | 고양 자이크로 FC    | 자유계약 | 겨울 이적시장 |          |        |      |
| 9  | 김동철          | DF     | 전남 드래곤즈       | 자유계약 | 겨울 이적시장 |          |        |      |
| 10 | 김현규          | FW     | 경희고등학교        | 자유이적 | 겨울 이적시장 |          |        |      |
| 11 | 안태현          | FW     | 홍익대학교          | 자유계약 | 겨울 이적시장 |          |        |      |
| 12 | 조나타스 벨루수 | FW     | 보타포구-PB         | 완전이적 | 겨울 이적시장 |          |        |      |
| 13 | 이규로          | DF     | 전북 현대 모터스    | 자유계약 | 겨울 이적시장 |          |        |      |
| 14 | 김동진          | DF     | 무앙통 유나이티드   | 자유계약 | 겨울 이적시장 |          |        |      |
| 15 | 타라바이        | FW     | 하이버니언스 FC     | 재임대   | 겨울 이적시장 |          |        |      |
| 16 | 김재연          | MF     | FC 의정부           | 자유계약 | 겨울 이적시장 |          |        |      |
| 17 | 최치원          | MF     | 전북 현대 모터스    | 재임대   | 겨울 이적시장 |          |        |      |
| 18 | 고경준          | DF     | 도쿄 베르디         | 자유계약 | 여름 이적시장 |          |        |      |
| 19 | 유창현          | FW     | 성남 FC             | 완적이적 | 여름 이적시장 |          |        |      |
| 20 | 서정진          | MF     | 수원 삼성 블루윙즈  | 임대     | 여름 이적시장 |          |        |      |
| 21 | 유제호          | FW     | 포항 스틸러스       | 완적이적 | 여름 이적시장 |          |        |      |
| 22 | 심상민          | DF     | FC 서울             | 임대     | 여름 이적시장 |          |        |      |
| 23 | 김봉래          | DF     | 제주 유나이티드 FC  | 임대     | 여름 이적시장 |          |        |      |

### OUT
| #  | 이름            | 포지션 | 이적구단           | 이적유형 | 이적시기      | 계약기간 | 이적료 | 비고 |
| -- | --------------- | ------ | ------------------ | -------- | ------------- | -------- | ------ | ---- |
| 1  | 이재안          | FW     | 수원 FC            | 계약해지 | 겨울 이적시장 |          |        |      |
| 2  | 라이언 존슨     | FW     | 라요 OKC           | 계약해지 | 겨울 이적시장 |          |        |      |
| 3  | 로버트 카렌     | FW     |                    | 계약해지 | 겨울 이적시장 |          |        |      |
| 4  | 조원희          | MF     | 수원 삼성 블루윙즈 | 완전이적 | 겨울 이적시장 |          |        |      |
| 5  | 이범수          | GK     | 대전 시티즌        | 완전이적 | 겨울 이적시장 |          |        |      |
| 6  | 황도연          | DF     | 제주 유나이티드    | 임대복귀 | 겨울 이적시장 |          |        |      |
| 7  | 최치원          | MF     | 전북 현대 모터스   | 임대복귀 | 여름 이적시장 |          |        |      |
| 8  | 오규빈          | MF     | 충주 험멜          | 계약해지 | 겨울 이적시장 |          |        |      |
| 9  | 이정필          | DF     |                    | 계약해지 | 겨울 이적시장 |          |        |      |
| 10 | 오창현          | DF     | 대전 시티즌        | 완전이적 | 겨울 이적시장 |          |        |      |
| 11 | 타라바이        | FW     | 하이버니언스 FC    | 임대복귀 | 겨울 이적시장 |          |        |      |
| 12 | 전현재          | DF     |                    |          | 겨울 이적시장 |          |        |      |
| 13 | 김민제          | DF     | 수원 FC            | 완적이적 | 시즌중        |          |        |      |
| 14 | 조나타스 벨루수 | FW     | GE 브라지우        | 계약해지 | 여름 이적시장 |          |        |      |

#### 임대 및 군입대
| # | 이름   | 포지션 | 임대구단          | 이적시기      | 임대기간 | 임대료 | 비고     |
| - | ------ | ------ | ----------------- | ------------- | -------- | ------ | -------- |
| 1 | 김성주 | MF     | 상주 상무         | 겨울 이적시장 | 21개월   |        | 군입대   |
| 2 | 전기성 | DF     | 부천 FC 1995      | 겨울 이적시장 | 1년      |        | 임대     |
| 3 | 양기훈 | DF     | 울산 현대미포조선 | 여름 이적시장 | 6개월    |        | 임대     |
| 4 | 윤성열 | MF     | 청주CITY FC       | 여름 이적시장 | 21개월   |        | 공익근무 |

## 시즌 통계

### K리그 챌린지기록
| 시즌 | 리그 팀수 | 최종 순위 | 경기수 | 승 | 무 | 패 | 득 | 실 | 차  | 승점 | 감독             |
| ---- | --------- | --------- | ------ | -- | -- | -- | -- | -- | --- | ---- | ---------------- |
| 2016 | 11        | 6         | 40     | 17 | 13 | 10 | 47 | 35 | +12 | 64   | 마틴 레니 박건하 |

### 시즌 전 대회 기록
| 시즌 | 리그 팀수 | K리그 챌린지 | FA컵 | 감독             |
| ---- | --------- | ------------ | ---- | ---------------- |
| 2016 | 11        | 6            | 32강 | 마틴 레니 박건하 |

### 관중 기록
| 시즌 | 시즌 총관중 | K리그 챌린지 총관중 / 평균관중 | 관중 순위 | 비고 |
| ---- | ----------- | ------------------------------ | --------- | ---- |
| 2016 |             | 26,218 / 1,311                 | 6         |      |

- 시즌 총관중수는 K리그 클래식, FA컵, AFC 챔피언스리그의 공식 홈경기 관중수의 총계이며 친선 경기 관중수는 포함하지 않는다.

## 선수 통계

### 득점 상위 5
| 순위 | 포지션 | 이름        | 경기 | 득점 |
| ---- | ------ | ----------- | ---- | ---- |
| 1    | FW     | 주민규      | 29   | 14   |
| 2    | FW     | 타라바이    | 38   | 12   |
| 3    | FW     | 벨루소      | 17   | 4    |
| 4    | DF     | 칼라일 미첼 | 28   | 3    |
| 5    | MF     | 안태현      | 31   | 3    |

### 도움 상위 5
| 순위 | 포지션 | 이름   | 경기 | 도움 |
| ---- | ------ | ------ | ---- | ---- |
| 1    | FW     | 서정진 | 19   | 5    |
| 2    | MF     | 윤성열 | 14   | 4    |
| 3    | MF     | 최오백 | 18   | 4    |
| 4    | DF     | 김봉래 | 12   | 3    |
| 5    | FW     | 주민규 | 29   | 3    |

- K리그 클래식은 득점과 도움수가 동일할 경우 출장경기수가 적은 선수, 출장경기수도 동일할 경우 출장시간이 적은 선수가 상위 순위가 된다.
- FA컵과 AFC 챔피언스리그는 득득점과 도움수로만 순위를 정한다.
- 통합순위에서 득점가 동일할 경우 AFC 챔피언스리그, K리그 클래식, FA컵 순서로 득점을 기록한 선수가 상위 순위가 된다.

## 전술 총평

### 주요 전술
4 - 3 - 3 전술을 주로 사용했던 마틴 레니 감독과 달리, 박건하 감독은 새롭게 부임하자마자 4 - 4 - 2 전술에 팀을 맞추었다. 투톱 중 한 명은 살짝 내려와 쉐도우 스트라이커의 역할을 부여했으며, 이 자리에는 울산 현대에서 임대 이적을 해 온 서정진이 맡았다. 풀백 자리는 조금 더 공격적인 운용을 보였다.

### 스타팅 11과 포메이션
| \| 배번 \| 포지션 \| 국적 \| 이름 \| 선발 \| 비고 \| \| ---- \| ------ \| ---- \| ----------- \| ---- \| ---- \| \| 1 \| GK \| \| 김영광 \| \| \| \| 2 \| DF \| \| 심상민 \| \| \| \| 63 \| DF \| \| 김동진 \| \| \| \| 5 \| DF \| \| 칼라일 미첼 \| \| \| \| 27 \| DF \| \| 김봉래 \| \| \| \| 16 \| MF \| \| 신일수 \| \| \| \| 4 \| MF \| \| 김준태 \| \| \| \| 11 \| MF \| \| 타라바이 \| \| \| \| 17 \| MF \| \| 안태현 \| \| \| \| 9 \| FW \| \| 서정진 \| \| \| \| 18 \| FW \| \| 주민규 \| \| \| | 김영광 심상민 김동진 미첼 김봉래 신일수 김준태 타라바이 안태현 서정진 주민규 |                   |             |      |      |
| 배번 | 포지션                                                                       | 국적              | 이름        | 선발 | 비고 |
| 1 | GK                                                                           | 대한민국          | 김영광      |      |      |
| 2 | DF                                                                           | 대한민국          | 심상민      |      |      |
| 63 | DF                                                                           | 대한민국          | 김동진      |      |      |
| 5 | DF                                                                           | 트리니다드 토바고 | 칼라일 미첼 |      |      |
| 27 | DF                                                                           | 대한민국          | 김봉래      |      |      |
| 16 | MF                                                                           | 대한민국          | 신일수      |      |      |
| 4 | MF                                                                           | 대한민국          | 김준태      |      |      |
| 11 | MF                                                                           | 브라질            | 타라바이    |      |      |
| 17 | MF                                                                           | 대한민국          | 안태현      |      |      |
| 9 | FW                                                                           | 대한민국          | 서정진      |      |      |
| 18 | FW                                                                           | 대한민국          | 주민규      |      |      |

최종 확인일자: 2016년 12월 31일
출처: 스쿼드 통계, 선발 포메이션.

공식 경기만 해당.

국가: (국적국과 출생국이 다른 경우) 첫 번째=국적국, 두 번째=출생국